# Asociația de Fotbal din Montserrat
Asociația de Fotbal din Montserrat este forul ce guvernează fotbalul în Montserrat. Se ocupă de organizarea echipei naționale și a altor competiții fotbalistice din stat.